# مونيغريو
بلدية مونيغريو (بالإسبانية: Monegrillo) هي بلدية تقع في مقاطعة سرقسطة التابعة لمنطقة أراغون شمال شرق إسبانيا.

## الديموغرافيا
بلغ عدد سكان بلدية مونيغريو 472 نسمة عام 2011 (وفقاً للمعهد الوطني الإسباني للإحصاء).
| 553 | 538 | 534 | 506 | 486 | 495 | 472 |